# DDR-Liga (Badminton)
Die DDR-Liga war im Badminton die zweit- bzw. dritthöchste Spielklasse des Ligensystems zur Ermittlung des Mannschaftsmeisters der in der DDR Federball genannten Sportart.

## Geschichtliche Entwicklung
1960 fand die erste DDR-Mannschaftsmeisterschaft statt, jedoch noch nicht in Form einer Liga, sondern als Endrunde mit in regionalen Vorausscheiden ermittelten Teilnehmern. Erster Meister wurde am 18. April 1960 Aktivist Tröbitz. Schon im nächsten Jahr startete die erste Oberligasaison. Zweithöchste Liga war von der Saison 1961/1962 an die Bezirksliga, die bis zum Ende des Badminton-Spielbetriebs in der DDR Bestand hatte. Ihren Rang als zweithöchste Liga gab die Bezirksliga mit 15 parallelen Staffeln in der Saison 1967/1968 an die DDR-Liga ab, die fortan mit vier regionalen Staffeln Nord, Ost, West und Süd der Oberliga als zweite Ebene folgte. Dies hielt jedoch nur bis zur Saison 1970/1971 an, als mit der Oberliga B eine eingleisige zweite Liga geschaffen wurde. Sowohl DDR-Liga als auch Oberliga B hatten bis zum Ende der DDR Bestand.